# О’Райли, Майкл
Майкл О’Райли (англ. Michael O'Reilly; род. 30 марта 1993, Клонмел) — ирландский боксёр, представитель средней весовой категории. Выступал за сборную Ирландии по боксу в середине 2010-х годов, бронзовый призёр чемпионата мира, победитель Европейских игр, участник летних Олимпийских игр в Рио-де-Жанейро.

## Биография
Майкл О’Райли родился 30 марта 1993 года в городе Клонмел графства Южный Типперэри, Ирландия. Заниматься боксом начал в возрасте девяти лет, проходил подготовку в боксёрском клубе города Порт-Лиише.
Дебютировал на международной арене в сезоне 2008 года, когда вошёл в состав ирландской национальной сборной и побывал на чемпионате Европы среди юниоров.
В 2011 году стал чемпионом Ирландии среди юниоров и завоевал серебряную медаль на домашнем юниорском первенстве Европы в Дублине.
Первого серьёзного успеха на взрослом уровне добился в 2014 году, когда выиграл серебряную медаль на чемпионате Европейского Союза в Софии и выступил на нескольких крупных международных турнирах.
В 2015 году победил в зачёте ирландского национального первенства в средней весовой категории, одолел всех оппонентов на Европейских играх в Баку, получил бронзу на чемпионате мира в Дохе, где на стадии полуфиналов был остановлен узбеком Бектемиром Меликузиевым.
В 2016 году вновь был лучшим на чемпионате Ирландии и занял первое место на всемирной олимпийской квалификации в Баку — тем самым прошёл отбор на летние Олимпийские игры в Рио-де-Жанейро. На Играх в стартовом поединке категории до 75 кг должен был встретиться с мексиканцем Мисаэлем Родригесом, однако накануне боя оказалось, что О’Райли провалил допинг-тест, сделанный незадолго до начала Олимпиады — в его пробе были обнаружены следы запрещённого вещества. В итоге его отстранили от участия в соревнованиях сроком на два года.